# Johann Fischart
Johann (Jean) Fischart est un écrivain de langue allemande probablement né à Strasbourg, Saint-Empire romain germanique, en 1546 et mort à Forbach en 1591.
Il est connu pour ses écrits satiriques et engagés ainsi que pour ses traductions de Rabelais en allemand. C'est un des premiers grands écrivains de langue allemande.

## Biographie
Né à Strasbourg, il est le fils de Hans Fischer, riche marchand originaire de Mayence, ce qui lui vaut parfois le surnom de « Mentzer », qui signifie le Mayençais.
Il étudie successivement au Gymnasium ou lycée de Strasbourg, puis à l'école latine de Worms et ensuite aux Pays-Bas et à Paris où il est en contact étroit avec la communauté huguenote.
Il revient ensuite à Strasbourg ce qui ne l'empêche pas de séjourner à Sienne en Toscane et à Bâle en Suisse.
Il exerce les fonctions de substitut et d'avocat à la chambre impériale de Spire (Speyer). En 1583 il devient Amtmann, c’est-à-dire bailli à Forbach en Lorraine.
Sa mort demeure énigmatique, mais l'hypothèse la plus probable est une disparition violente au cours des combats ayant abouti à la mise à sac du château et de la ville de Forbach : les hommes du prince Christian Ier d'Anhalt-Bernburg (allié de Henri IV, roi de France) s'opposant à ceux du duc Charles III de Lorraine dans un conflit lié aux guerres de religion et à la succession au trône de France. Il conviendrait donc de situer sa mort à l'automne 1591.

## Œuvre
- Barfüsser Secten und Kuttenstreit, 1570/1571
- Artliches Lob der Lauten, 1572
- Eulenspiegel Reimensweis, 1572
- Aller Praktik Großmutter, 1572 (d'après Rabelais)
- Ein Vorbereitung in den "Amadis", 1572
- Flöhaz, 1573
- Ernstliche Ermanung an die lieben Teutschen, 1573
- Thierbilder, 1574
- Ausspruch des Esels, vor 1575
- Affentheurlich Naupengeheurliche Geschichtklitterung, 1575/1590 (d'après Rabelais)
- Etlich Sonnet, 1575
- Biblische Historien, 1576
- Die Grille Krottestisch Mül, 1577
- Das Glückhafft Schiff von Zürich, 1576/1577
- Der Gorgonisch Meduse Kopf, 1577
- Binenkorb Des Heyl. Römischen Imenschwarms, 1579
- Vom Außgelaßnen Wütigen Teuffelsheer, 1581
- Ein Verweißliche Auffruckung der Verkehrten, Falschgelehrten und Gernbetrognen, 1584
- Ein auß Meyland uberschribener Bericht, 1589 Digitalisat der Universitätsbibliothek Augsburg
- Uncalvinisch Gegen Badstüblein, 1589 Digitalisat der Universitätsbibliothek Augsburg

## Analyse de l'œuvre
Johann Fischart est connu pour ses écrits satiriques contre les catholiques, mais aussi pour son inventivité au service de la langue allemande dont il est un des premiers grands écrivains. 
Il est le traducteur de Rabelais dont il adapta une partie des œuvres à la langue allemande avec une verve très comparable. Sa traduction de Gargantua, Geschichtklitterung, parue en 1582, est trois fois plus longue que l'originale, et a été qualifié de « Finnegans Wake du XVIe siècle ». Les nombreuses rééditions de ce livre témoigne de sa popularité. Il traduit également en latin une partie du chapitre VI Pantagruel, le catalogue de la bibliothèque de Saint-Victor, sous le titre Catalogus Catalogorum perpetuo durabilis, imprimé à Strasbourg en 1590. Cet ouvrage est le premier catalogue de livres imaginaire imprimé imprimé comme tel.
Parmi ces œuvres, on peut citer Schiffahrt der Züricher qui relate l'expédition des Zurichois de 1576 qui allèrent de Zurich à Strasbourg en une journée en emportant une bouillie de céréales préalablement chauffée. Le voyage dura si peu que la bouillie arriva encore chaude à Strasbourg. La marmite fut conservée à la bibliothèque de Strasbourg qui brûla en 1870.

## Hommages
La fontaine des Zurichois située place du Pont-aux-Chats dans le quartier de la Krutenau à Strasbourg est ornée d'un buste de Johann Fischart.
Une rue de Strasbourg porte son nom.
- Une école maternelle , une école primaire et un accueil de loisirs portent son nom dans le quartier de la Meinau, rue de Provence, à Strasbourg.